# Geodynamika
Geodynamika (z gr. γῆ gē – „ziemia” oraz δυναμικός dynamikós – „silny”) – jedna z nauk o Ziemi, z pogranicza geofizyki oraz geologii zajmująca się badaniem sił działających pod powierzchnią Ziemi oraz związanych z nimi zjawisk występujących na powierzchni. Pojęcie odnosi się do modeli matematycznych oraz eksperymentów dotyczących wielkoskalowych procesów zachodzących we wnętrzu Ziemi. Obejmuje m.in. konwekcję płaszczu Ziemi, zmiany pola magnetycznego Ziemi wywołane zachowaniem jądra zewnętrznego i zachowanie litosfery na styku płyt tektonicznych.